# Aleksandr Ivanovič Barannikov
Aleksandr Ivanovič Barannikov, in russo, Александр Иванович Баранников (Putivl', 1858 – San Pietroburgo, 18 agosto 1883), è stato un rivoluzionario russo, esponente di spicco di Narodnaja Volja.

## Biografia
Proveniente da una nobile e ricca famiglia, fu allievo a Pietroburgo della Scuola militare Pavlovsk. Nel 1876 partecipò all'«andata nel popolo» nella regione del Don. Aderì a Zemlja i Volja nei primi mesi del 1877 e con Michail Popov si stabilì nel villaggio di Nikol'skoe per svolgervi attività di propaganda e agitazione.
Deluso dalla mancata risposta dei contadini, tornò a Pietroburgo e aderì alla corrente di Zemlja i Volja decisa a utilizzare metodi terroristici nella lotta politica. La mattina del 16 agosto 1878 insieme con Kravčinskij attuò l'attentato che costò la vita al capo della Terza sezione, il generale Mezencov. Entrambi riuscirono a sfuggire alle ricerche della polizia.
Nel marzo del 1879 sposò Marija Ošanina, sua compagna di lotta in Zemlja i Volja, e si ritirò con lei nelle terre che la moglie possedeva nella provincia di Orël. Qui vivevano con passaporti falsi, ma senza svolgere alcuna attività politica. Furono convinti da Frolenko a partecipare al congresso clandestino di Lipeck, dove fu formalizzata la struttura organizzativa della futura Narodnaja Volja, e a quello di Voronež, provvisoria composizione dei contrasti tra i politici e i sostenitori della tradizionale attività propagandistica di Zemlja i Volja.
Divenuto membro del Comitato esecutivo di Narodnaja Volja, fu tra gli organizzatori dei falliti attentati ad Alessandro II, avvenuti a Pietroburgo nell'estate del 1880 e poi a Mosca il 1º ottobre 1880. Fu arrestato a Pietroburgo il 25 gennaio 1881 e nel «processo dei 20», tenuto dal 21 al 27 febbraio 1882, fu condannato all'ergastolo. Malato di tisi, morì l'anno dopo nella fortezza di Pietro e Paolo.
Frolenko lo descrisse «creatura diritta e combattiva, desiderosa di scontrarsi col nemico faccia a faccia, senza raggiri, cospirazioni, ecc, incapace com'era alla propaganda e poco amante delle molte parole [...] di sangue freddo, fisicamente fortissimo, abile e coraggioso».